# ウラジオストク国際空港
ウラジオストク国際空港（ウラジオストクこくさいくうこう、露: Международный аэропорт "Владивосток"、英: Vladivostok International Airport）は、ロシア連邦プリモルスキー地方のウラジオストク郊外のアルチョームにある国際空港。

## 概要
ロシアウラジオストク中心部から北に40km余りの位置にあるウラジオストク空港は、主要滑走路であるクネーヴィッチ（Кневичи、Knevichi）飛行場と、主に地元の飛行クラブに利用されているオジョールヌイエ・クリュチー（Озёрные ключи、Ozernye Klyuchi）飛行場の二つの飛行場から構成されており、ICAOコードのUHWWは「Knevichi」として登録されているため、ウラジオストク空港を「クネヴィッチ飛行場」または「クネヴィッチ空港」と呼ぶこともある。
- 極東の空港としては最新の設備を持ち、ロシア語だけでなく英語での放送も行うなど極東における国際拠点空港として整備されつつある。オーロラ（旧ウラジオストク航空）の本拠地でもある。

- 空港内の床には、モスクワ7,000km  東京1,250km  シンガポール5,690km アナディリ3,750km　と書かれている。

- 2017年8月8日より、査証免除国家の旅券を所持する者とは別に、一部の国家の旅券を所持する者はウラジオストク国際空港からロシア沿海地方限定で、8日間滞在可能な簡易ビザをインターネットで事前申請することが可能となった（詳細はロシアの査証政策を参照）。

## 沿革
1993年に民間航空機にも共用されるようになり、1999年3月に国際線ターミナルビルが完成した。2006年には国内線ターミナルビルも完全改築されオープンした。
その後、2012年ロシアAPECの開催に向けて改修工事が行われ、新国際旅客ターミナルも建設された（2009年着工）。
2009年に滑走路07R/25Lは2500ｍから3500mに拡張された。この工事が終了した後、2020年では07L/25Rが閉鎖されている。

## 施設

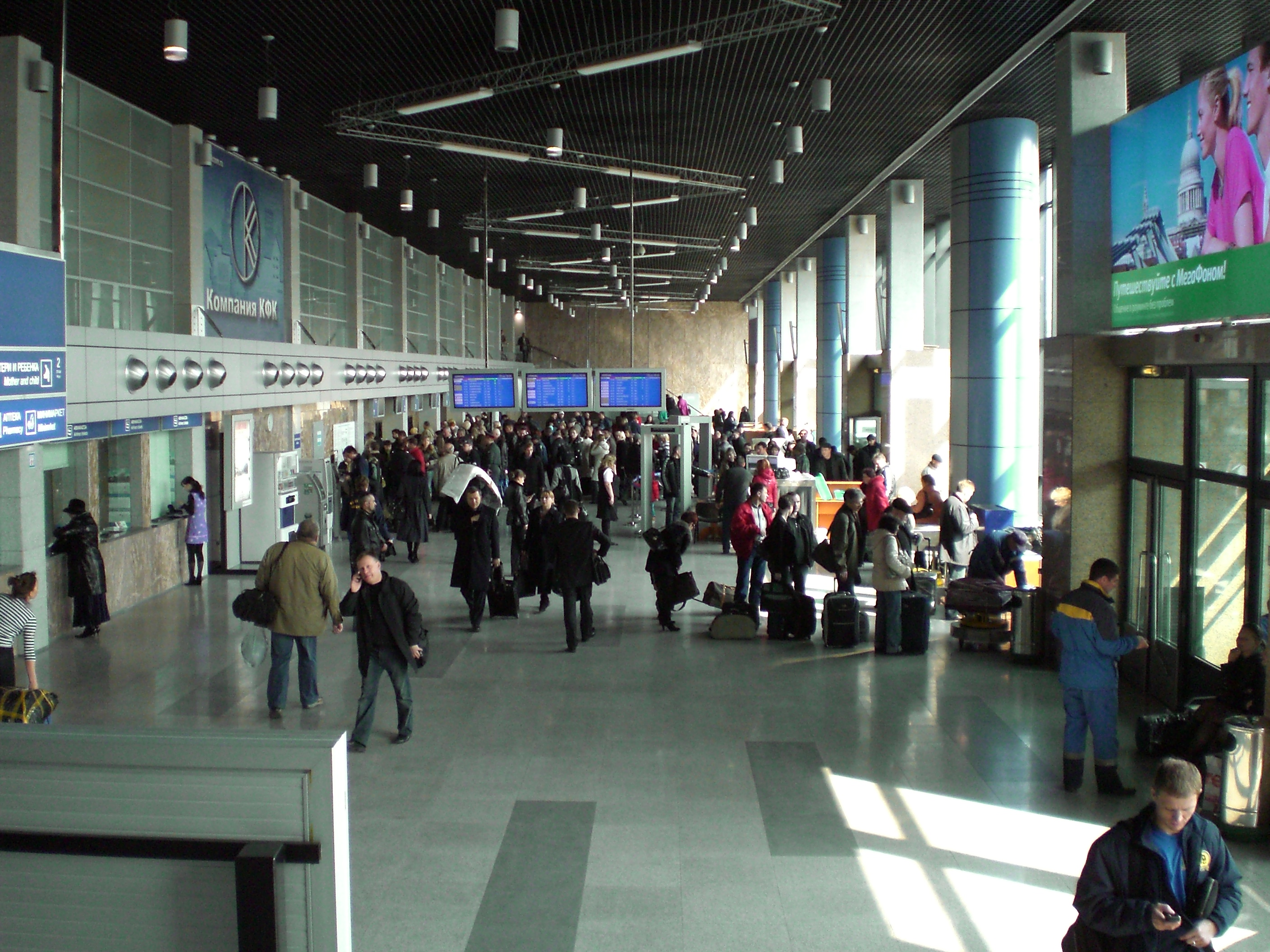
国内線ターミナルのチェックインホール

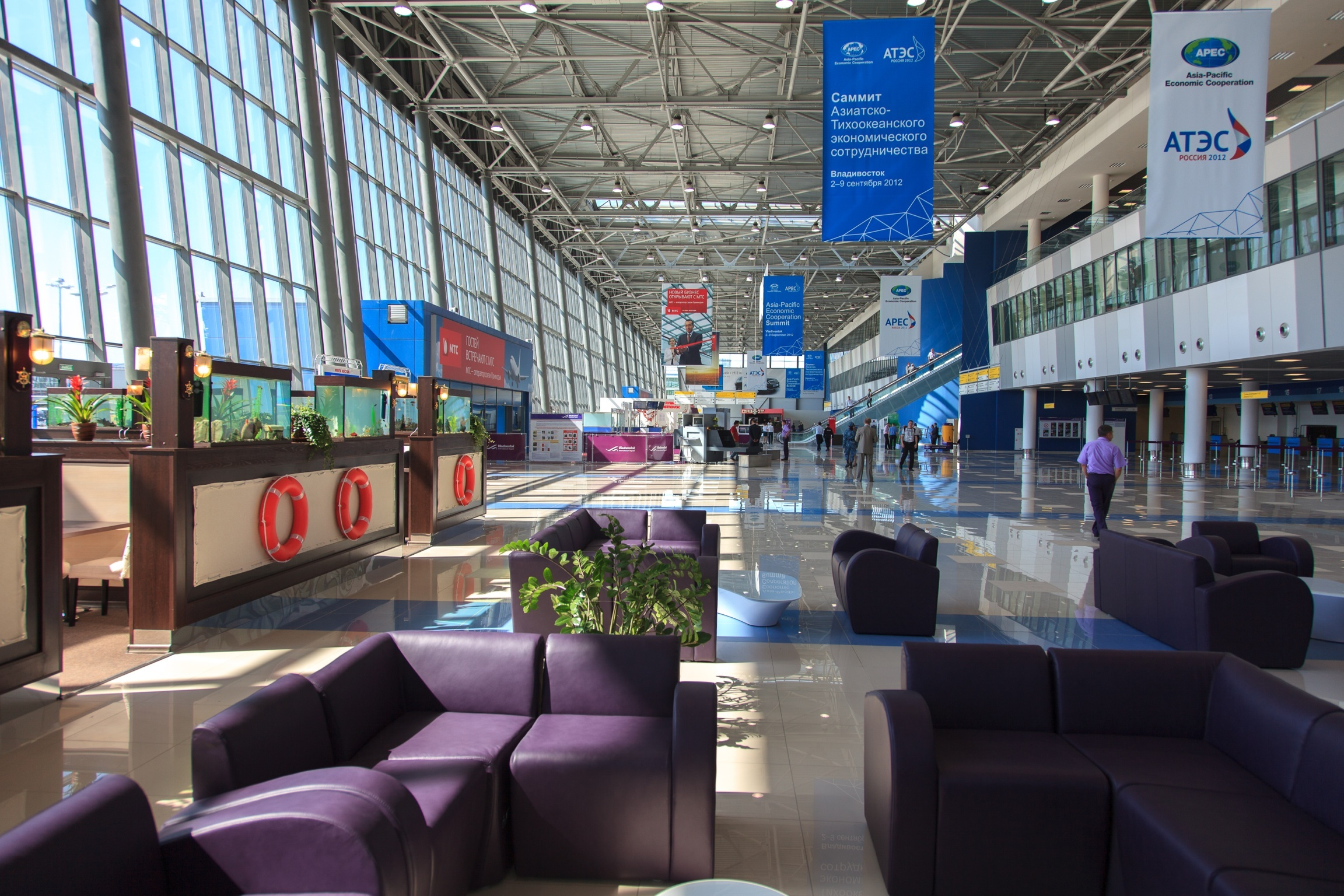
新しくなったターミナル

- 空港の1階には、自動両替機、マトリョーシカやロシア帝国時代の貴族の姿を模った人形等が販売されている土産物店の他、カフェ、タクシーカウンター、携帯電話のＳＩＭカードを販売する店などがある。
- 空港の地下には、ビュッフェスタイルのレストランがある。
- 空港の3階には、軽食ができる店や、ジュースや菓子などを販売する売店、郵便局、簡易宿泊施設があり、出国審査を済ませて搭乗口へ進むと、ウォッカや西欧のブランデー、ウイスキー、化粧品を販売する小規模な免税店がある。

## 就航航空会社と就航都市

### 国内線
| 航空会社                                  | 就航地 |
| ----------------------------------------- | --- |
| オーロラ                                  | ハバロフスク、ブラゴヴェシチェンスク、ウラン・ウデ、チタ、ペトロパブロフスク・カムチャツキー、マガダン、ユジノサハリンスク、カヴァレーロヴォ、テルネイ、ダリネゴルスク、プラストゥン、プレオブラジェニエ |
| アエロフロート・ロシア航空 運航はオーロラ | クラスノヤルスク |
| アエロフロート・ロシア航空                | モスクワ/シェレメーチエヴォ |
| S7航空                                    | ノボシビルスク、イルクーツク、ヤクーツク、ペトロパブロフスク・カムチャツキー、ユジノサハリンスク |
| ヤクーツク航空                            | ヤクーツク |
| ウラル航空                                | エカテリンブルグ、サンクトペテルブルク |
| イル・アエロ                              | イルクーツク、ブラゴヴェシチェンスク、チタ、ハバロフスク |

### 国際線
| 航空会社                                  | 就航地                                                                                     |
| ----------------------------------------- | ------------------------------------------------------------------------------------------ |
| アエロフロート・ロシア航空                | バンコク/スワンナプーム、プーケット、ニャチャン(2025年10月1日より運航開始予定)、三亜、大連 |
| アエロフロート・ロシア航空 運航はオーロラ | 北京/大興、上海/浦東、ハルビン                                                             |
| S7航空                                    | 北京/大興、上海/浦東                                                                       |
| 中国国際航空                              | 北京/首都                                                                                  |
| 中国南方航空                              | ハルビン、延吉                                                                             |
| 中国聯合航空                              | 北京/大興                                                                                  |
| 海南航空                                  | 北京/首都、大連、西安                                                                      |
| 高麗航空                                  | 平壌                                                                                       |
| ウズベキスタン航空                        | タシュケント                                                                               |

## 空港アクセス

### 鉄道

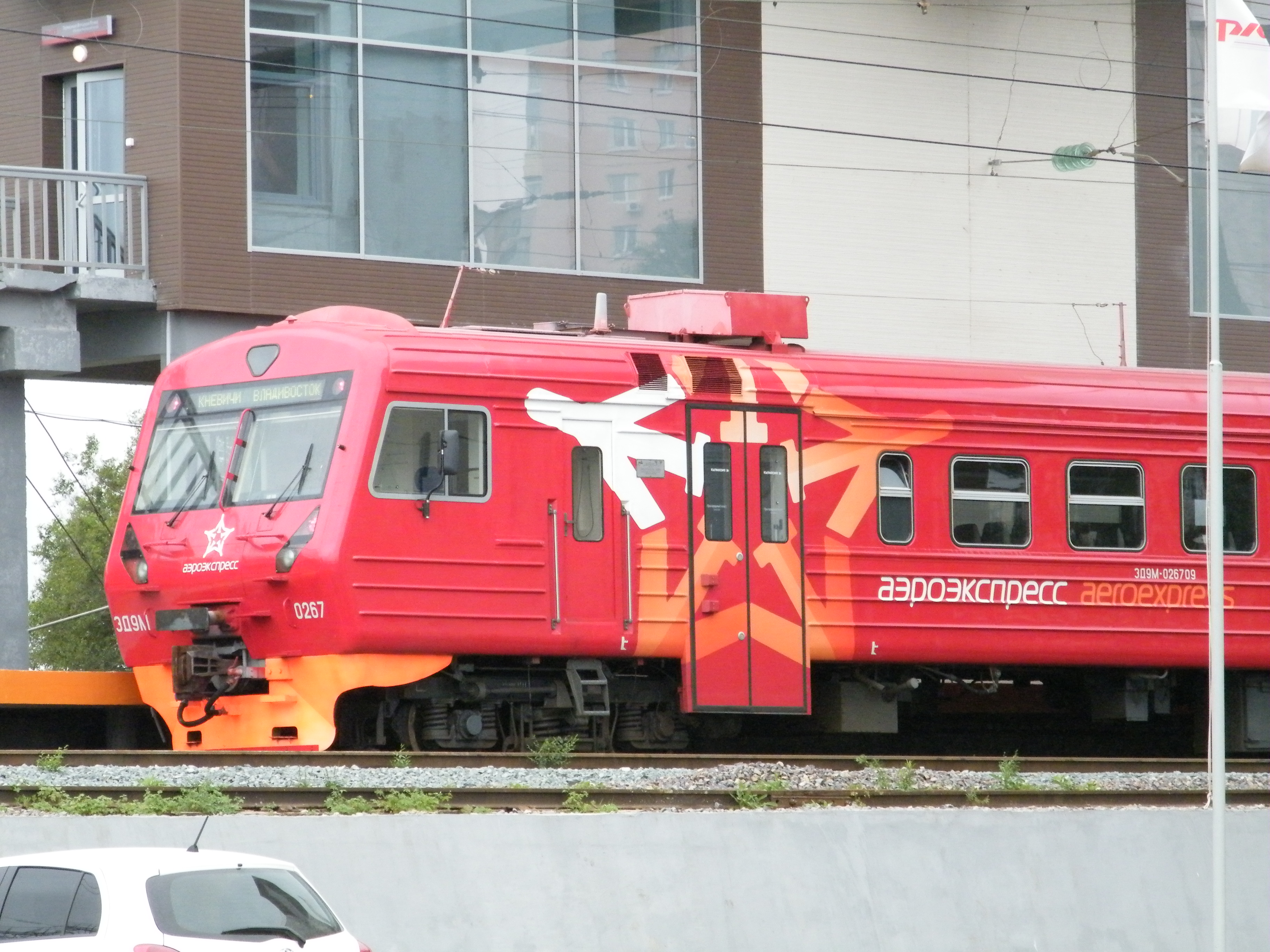
アエロエクスプレス（旧塗装）

最寄駅は空港ターミナルAに直結しているアエロポルト・クネヴィッチ駅。ここからウラジオストク駅までアエロエクスプレスが結んでいる。運行本数が1日5往復と少なく発着時刻の変更が頻繁にあるためアエロポルト・クネヴィッチ駅にて確認が必要。
- アエロポルト・クネヴィッチ駅時刻表（ヤンデックス乗換案内）（ロシア語）

### マルシュルートカ(小型バス=乗合タクシー)
空港のバス乗り場からウラジオストク駅行きの107系統のマルシュルートカ(小型バス=乗合タクシー)が2019年の時点で1日に21本運行している。比較的小型の車両のため乗合タクシーとも呼ばれる。一度に大人数では乗車することができない。その他ナホトカ行き(601系統)、ウスリースク行き(564・609・601・555・552・520系統)、アルセーニエフ行き(520・609系統)、パルチザンスク行き(564系統)、ボリショイ・カーメニ行き(555系統)、スパスク行き(609系統)がある。また空港のあるアルチョーム市の中心部へはシャトルバス(7系統)で行くことができる。

### タクシー
空港1階のタクシーカウンターで行先を示して料金を先払いし、乗車するタクシーのナンバーが書かれたチケットを受け取り、空港前で、そのナンバーのタクシーに乗車する。

### 有料送迎シャトルバス
2015年に空港のあるアルチョーム市にカジノと高級ホテルなどを組み合わせたプリモリエ・エンタテイメントゾーンにTigre De Cristalが開業し、空港との間に有料送迎シャトルバスの運行をっている。